# 鵟級巡洋艦
| 鵟号在达累斯萨拉姆 |                                                                  |
| 概况               |                                                                  |
| 前级               | 燕子级                                                           |
| 次级               | 葛冯号                                                           |
| 建造期             | 1888－1895年                                                     |
| 完成数             | 6                                                                |
| 损失数             | 3                                                                |
| 报废数             | 3                                                                |
| 技术数据           |                                                                  |
| 船型               | 四等巡洋舰（小巡洋舰）                                           |
| 排水量             | - 标准：1559吨 - 满载：1868吨                                    |
| 船長               | 82.60米                                                          |
| 型宽               | 12.50米                                                          |
| 吃水               | 4.45米                                                           |
| 動力輸出           | 2,800 PS（2,800 ihp）                                            |
| 動力來源           | 双轴，两台三胀蒸汽机                                             |
| 船速               | 15.5节                                                           |
| 續航力             | 2990海里以9节                                                    |
| 乘員               | 9名军官、152名水兵                                               |
| 武器裝備           | - 8 × 105毫米35倍径炮 - 5 × 37毫米转膛炮 - 2 × 350毫米鱼雷发射管 |

鵟级是德意志帝国海军于1880年代末至1890年代初建造的六艘四等巡洋舰的船级，其中包括首舰鵟号、隼号、海雕号、鸬鹚号、神鹫号和秃鹫号。该船级是专为在德意志殖民帝国服役而设计的，注重远程的巡航半径和相对重型的武器；它们也是德意志帝国海军最后一批装备辅助帆具的巡洋舰。这些舰只配备有八门105毫米口径炮。
六艘同级舰的大部分运用生涯都在海外服役，主要是非洲和南太平洋，它们曾在当地协助镇压了清朝的义和团运动和加罗林群岛的索克斯起义。鸬鹚号参与了1897年夺取中国胶州湾租借地的行动，隼号则参与了1902－03年的委内瑞拉危机。鵟号和隼号于1912年拆解报废，但其余四艘舰至1914年8月第一次世界大战爆发后仍在服役。鸬鹚号驻扎在青岛，发动机早已失修；由于不再使用，它便在港口内自沉。秃鹫号曾在太平洋上对英国航运实施短暂的打击，之后被当时保持中立的美国扣押在夏威夷。1917年4月美国参战后，它被强占并以“舒尔茨号”之名投入美国海军服役；1918年6月，它与一艘货轮相撞，意外沉没。与此同时，海雕号和神鹫号在战争开始后被改装成贮存水雷的废船。神鹫号是同级中唯一在战争中幸存下来的成员，它于1921年拆解报废。

## 设计
在1870年代和1880年代早期，德国建造了两种类型的巡洋舰：适合作为舰队侦察兵的小型、快速的通报舰，以及能够在德意志殖民帝国巡逻的大型盖甲板护卫舰。两艘新的巡洋舰于1886－1887财年获得拨款，打算用于后一种目的。时任帝国海军部长的列奥·冯·卡普里维中将寻求对德国的巡洋舰部队进行现代化改造。计划的第一步便是两艘燕子级巡洋舰，它们为更大的鵟级奠定了基础。
鵟级是按照1888年计划专门为海外殖民地警备的任务而设计。这些舰只较燕子级更大更快，尽管安装了相同的炮台，但仅鵟号搭载有与前级相同类型的火炮，其余的都搭载了更新式的速射炮。它们也是德意志帝国海军最后一批装备辅助帆具的巡洋舰，此后建造的葛冯号则已完全依靠蒸汽驱动。

### 整体特征

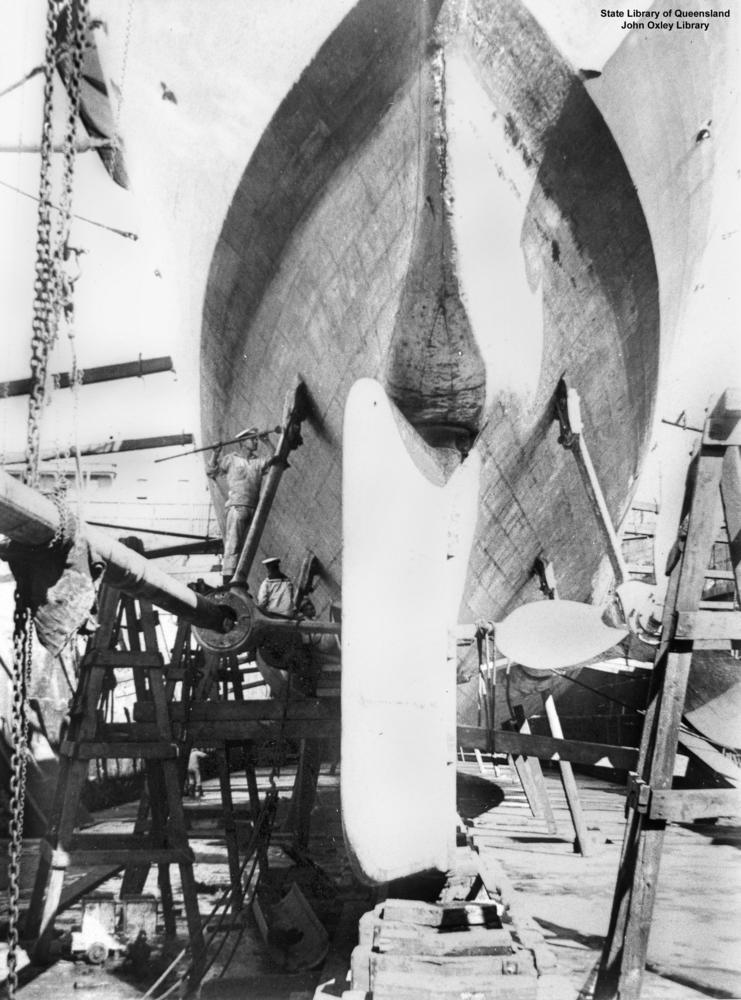
鸬鹚号在悉尼的旱坞展示其螺旋桨及舵的布置

鵟级各舰在特征上都略有不同。前两艘成员——鵟号与隼号的水线长和全长分别为79.62米和82.60米，有12.50米的舷宽以及4.45米的前吃水和5.63米的后吃水；其设计排水量为1559吨，满载排水量可达1868吨。接下来的三艘舰——海雕号、鸬鹚号和神鹫号的水线长为79.60米，全长则与早期的两艘姊妹舰持平；它们的舷宽为12.70米，有4.42米的前吃水和5.35米的后吃水，标准和满载排水量分别为1612吨和1864吨。末舰秃鹫号的水线长79.62米、全长83.90米；其舷宽仅10.60米，有4.74米的前吃水和5.22米的后吃水。
船体采用横向钢框架和一直延伸至上甲板的黄松外板建造。表面再覆裹一层蒙次合金以保护木材免受船蛆的侵害。艏柱和艉柱是用钢材和木材建造，舰艏还装有一具青铜撞角。船体分为十个水密隔舱，锅炉舱下方为双层船底。这些舰只都是良好的海船，但横摇严重，且主炮的舷外平台会引致剧烈的振动。由于秃鹫号是在其他五艘舰入役后才下水的，所以对它进行了轻微的重新设计，移除了舷外平台，因此它没有受到不良振动的影响。它们的机动性极强，除了在低速航行时逆风转向。其标准船员编制为9名军官及152名水兵。它们可携带一些小型舰载艇，包括一艘哨艇、一艘独桅纵帆船、两艘高低桅帆船以及两艘小舢板。

### 推进装置
鵟级巡洋舰的推进装置由两台卧式三缸三胀往复式蒸汽机组成，通过四台燃煤圆柱形火管锅炉提供动力；发动机的额定功率为2,800匹公制馬力（2,100千瓦特），并被安装在两个独立的轮机舱内，它们各负责驱动一副直径为3米的三叶螺旋桨。锅炉也被分成两个锅炉舱，并汇入一具单座烟囱。这些舰只配备有一套辅助用前桅横帆三桅式索具，总表面积从856至877平方米不等。转向由单舵控制。电力由两台发电机提供，总输出功率为24千瓦特，电压为67伏。
推进系统的设计航速为15.5節（28.7每小時），但全部六艘同级舰在海试过程中都超过了这一数字，达到15.7至16.9節（29.1至31.3每小時）。根据设计，这些舰只可装载170至205吨燃煤，若使用额外的贮存空间则可容纳多达305至320吨燃煤。这使鵟级舰能够以9節（17每小時）的速度连续航行2,990至3,610海里（5,540至6,690）。

### 武器装备
同级首舰的主炮由八门单座安装的105毫米35倍径箍炮组成，共配备800发弹药。它们的射程为8200米。后续的五艘舰则装备了更新的105毫米35倍径速射炮，这种新式武器的射程亦更远，达到10800米。其中两门并排放置在艏楼，四门分居两边舷侧：一对在舷外平台上、一对在炮眼内，最后两门则并排安装在后甲板。秃鹫号没有使用舷外平台，而是将一对炮简单地安装在上甲板上。副炮则由五门37毫米转膛炮组成，主要用于防御鱼雷艇。前五艘舰还配备有两具350毫米鱼雷发射管，均安装在甲板上。秃鹫号则拥有更大的450毫米发射管。每艘舰可携带5枚鱼雷。

## 同级舰

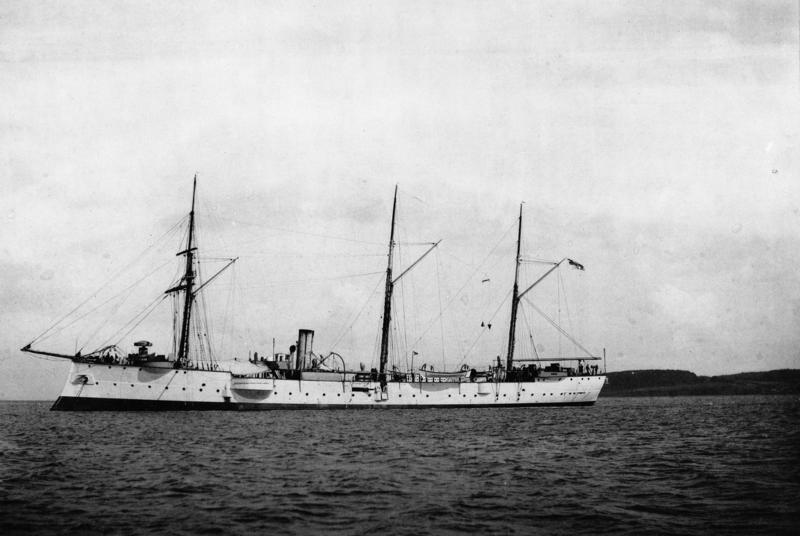
隼号于1892年

| 舰名   | 出处 | 造船厂               | 动工   | 下水           | 交付           |
| ------ | ---- | -------------------- | ------ | -------------- | -------------- |
| 鵟号   | 鵟   | 但泽帝国船厂         | 1888年 | 1890年1月23日  | 1890年10月7日  |
| 隼号   | 隼   | 基尔帝国船厂         | 1890年 | 1891年4月4日   | 1891年9月14日  |
| 海雕号 | 海雕 | 但泽帝国船厂         | 1890年 | 1892年2月2日   | 1892年8月17日  |
| 神鹫号 | 神鹫 | 汉堡布洛姆与福斯船厂 | 1891年 | 1892年2月23日  | 1892年12月9日  |
| 鸬鹚号 | 鸬鹚 | 但泽帝国船厂         | 1890年 | 1892年5月17日  | 1893年7月25日  |
| 秃鹫号 | 秃鹫 | 威廉港帝国船厂       | 1893年 | 1894年10月18日 | 1895年10月24日 |

## 服役历史
全部六艘鵟级巡洋舰的大部分服役生涯都是在海外度过的，主要是在德国的非洲和太平洋殖民地。1893年3月，海雕号与防护巡洋舰奥古斯塔皇后号一同访问了美国，参加迟来的哥伦布横渡大西洋400周年庆典。同年7月，鵟号和隼号在被部署至东亚分舰队期间，伙同一艘英国护卫舰协助镇压了由马塔阿法·尤瑟福在萨摩亚发动的暴乱。在整个1890年代，海雕号被派驻德国在东非和西南非洲的殖民地，镇压当地的起义。

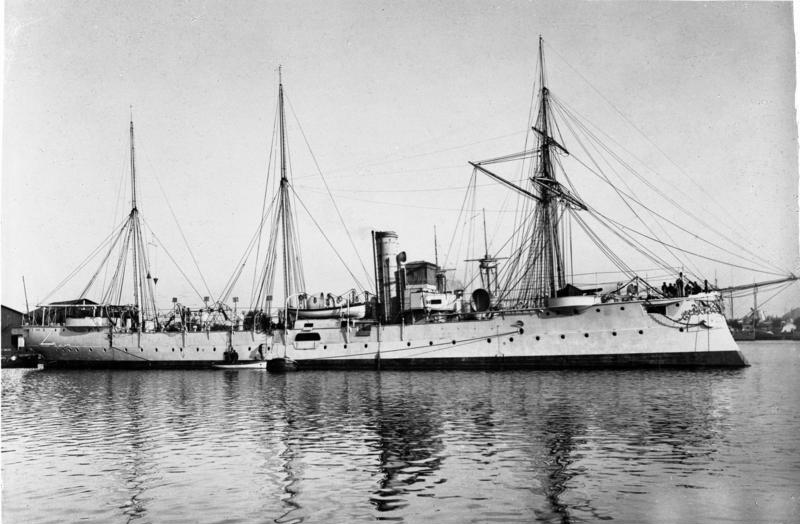
1894年的秃鹫号

1897年11月，鸬鹚号参与了夺取清朝山东半岛的胶州湾租借地的行动。1898年的美西战争期间，秃鹫号曾出现在加勒比地区，但它并未在冲突中发挥积极作用。从1898年至1900年间，鵟号和海雕号在德国接受现代化改造。1900年，海雕号参与了镇压清朝的义和团运动，包括对中国海岸实施封锁。1902年12月，当委内瑞拉军队扣押了一艘英国商船后，隼号连同大巡洋舰菲内塔号便在1902－03年的委内瑞拉危机期间加入英国阵营参与行动。这两艘巡洋舰帮助英国军舰炮击了委内瑞拉的沿海防御工事并封锁海岸。
鸬鹚号和秃鹫号于1907年至1909年间完成了现代化改造；仅隼号和神鹫号从未返回船厂接受大规模重建。1911年1月，神鹫号、鸬鹚号连同小巡洋舰莱比锡号一起镇压了加罗林群岛的索克斯起义。1912年，第二次巴尔干战争爆发，秃鹫号被派往地中海东部观察战事。1912年10月25日，鵟号和隼号双双从海军名录中除籍，并于次年分别在汉堡和但泽的帝国船厂拆解报废。
1914年8月第一次世界大战爆发后，海雕号在威廉港被改装成贮存水雷的废船。1917年4月的一次意外爆炸摧毁了该舰，其残骸再也没有被打捞上岸。神鹫号在基尔充当同样的用途；但它在战争中幸存了下来，直至1921年才在汉堡拆解报废。当时仍驻扎在青岛的鸬鹚号则由于发动机状况不佳，在港口被其船员自行凿沉。与此同时，在战争爆发后，秃鹫号曾在太平洋对英国商船展开破交战。到10月，其燃煤储备几近枯竭，并且缺乏任何补给来源；该舰遂航行前往夏威夷，在那里被美国海军扣押。当1917年4月6日美国对德宣战后，它被美方强占并以“舒尔茨号”（USS Schurz）之名投入美国海军服役，用作护航舰。它于1918年6月在与一艘商船相撞后沉没。